# خوان شيريدان
خوان شيريدان هو لاعب كرة القدم الكندية كندي، ولد في 2 فبراير 1925 في هافانا في كوبا، وتوفي في 7 أكتوبر 1969 في هوويك في كندا.